# ATP Tour Masters 1000
De ATP Tour Masters 1000 zijn een serie van negen toernooien die sinds 1990 worden georganiseerd door de ATP. Deze toernooien worden beschouwd als de meest prestigieuze toernooien in mannentennis na de Grand Slams.
De series begonnen in 1990 na de totstandkoming van de ATP Tour onder de naam ATP Championship Series, Single Week. In 1993 werd de naam veranderd in Super 9. In 2000 werd de naam veranderd in Tennis Masters Series (TMS). Tussen 2004 en 2008 ging het onder de naam ATP Masters Series verder. Vanaf 2009 is de toernooienreeks hernoemd tot ATP World Tour Masters 1000, waarin 1000 verwijst naar het aantal rankingpunten dat de winnaar verdient. Vanaf 2019 is 'World' komen te vervallen en ging de serie verder onder de naam ATP Tour Masters 1000.

## Historie naamgeving
De naam van deze categorie toernooien is meerdere malen veranderd sinds haar oprichting in 1990 :
- ATP Championship Series, Single Week (1990 - 1992) ;
- ATP Mercedes-Benz Super 9 (1993 - 1999) ;
- ATP Tennis Masters Series (2000 - 2003) ;
- ATP Masters Series (2004 - 2008) ;
- ATP World Tour Masters 1000 (2009 - 2018) ;
- ATP Tour Masters 1000 (2019 - heden).

Legenda categorie namen van de ATP-tour sinds 1990

## Toernooien
Deze tabel geeft een overzicht van de toernooien die sinds 2009 behoren tot de ATP Tour Masters 1000.
| Naam                              | Locatie             | Eerste editie | Ondergrond    | Periode  | Recentste winnaar enkelspel | Recentste winnaars dubbelspel        |
| --------------------------------- | ------------------- | ------------- | ------------- | -------- | --------------------------- | ------------------------------------ |
| ATP-toernooi van Indian Wells     | Indian Wells        | 1987          | Hardcourt     | maart    | Jack Draper                 | Marcelo Arévalo / Mate Pavić         |
| ATP-toernooi van Miami            | Miami               | 1985          | Hardcourt     | maart    | Jakub Menšík                | Marcelo Arévalo / Mate Pavić         |
| ATP-toernooi van Monte Carlo      | Monte Carlo         | 1897          | Gravel        | april    | Carlos Alcaraz              | Romain Arneodo / Manuel Guinard      |
| ATP-toernooi van Madrid           | Madrid              | 2002          | Gravel        | mei      | Andrej Roebljov             | Sebastian Korda / Jordan Thompson    |
| ATP-toernooi van Rome             | Rome                | 1930          | Gravel        | mei      | Alexander Zverev            | Marcel Granollers / Horacio Zeballos |
| ATP-toernooi van Montreal/Toronto | Montreal of Toronto | 1881          | Hardcourt     | augustus | Alexei Popyrin              | Marcel Granollers / Horacio Zeballos |
| ATP-toernooi van Cincinnati       | Cincinnati          | 1899          | Hardcourt     | augustus | Jannik Sinner               | Marcelo Arévalo / Mate Pavić         |
| ATP-toernooi van Shanghai         | Shanghai            | 2009          | Hardcourt     | oktober  | Jannik Sinner               | Wesley Koolhof / Nikola Mektić       |
| ATP-toernooi van Parijs           | Parijs              | 1969          | Hardcourt (i) | november | Alexander Zverev            | Wesley Koolhof / Nikola Mektić       |

## Uitslagen per jaar
Hieronder volgt een overzicht van alle gespeelde finales sinds de invoering van de masters. De toernooien staan op chronologische volgorde.

### 2023-2026
| Toernooi                   | 2023                                              | 2024                                                | 2025                                         | 2026 |
| -------------------------- | ------------------------------------------------- | --------------------------------------------------- | -------------------------------------------- | ---- |
| Indian Wells Hardcourt     | Carlos Alcaraz Daniil Medvedev 6–2, 6–3           | Carlos Alcaraz Daniil Medvedev 7–6(5), 6–1          | Jack Draper Holger Rune 6–2, 6–2             |      |
| Miami Hardcourt            | Daniil Medvedev Jannik Sinner 7–5, 6–3            | Jannik Sinner Grigor Dimitrov 6–3, 6–1              | Jakub Menšík Novak Djokovic 7–6(4), 7–6(4)   |      |
| Monte Carlo Gravel         | Andrej Roebljov Holger Rune 5–7, 6–2, 7–5         | Stéfanos Tsitsipás Casper Ruud 6–1, 6–4             | Carlos Alcaraz Lorenzo Musetti 3–6, 6–1, 6–0 |      |
| Madrid Gravel              | Carlos Alcaraz Jan-Lennard Struff 6–4, 3–6, 6–3   | Andrej Roebljov Félix Auger-Aliassime 4–6, 7–5, 7–5 |                                              |      |
| Rome Gravel                | Daniil Medvedev Holger Rune 7–5, 7–5              | Alexander Zverev Nicolás Jarry 6-4, 7-5             |                                              |      |
| Montreal/Toronto Hardcourt | Jannik Sinner Alex de Minaur 6–4, 6–1             | Alexei Popyrin Andrej Roebljov 6–2, 6–4             |                                              |      |
| Cincinnati Hardcourt       | Novak Djokovic Carlos Alcaraz 5–7, 7–6(7), 7–6(4) | Jannik Sinner Frances Tiafoe 7–6(4), 6–2            |                                              |      |
| Shanghai Hardcourt         | Hubert Hurkacz Andrej Roebljov 6–3, 3–6, 7–6(8)   | Jannik Sinner Novak Djokovic 7–6(4), 6–3            |                                              |      |
| Parijs Hardcourt (i)       | Novak Djokovic Grigor Dimitrov 6–4, 6–3           | Alexander Zverev Ugo Humbert 6-2, 6-2               |                                              |      |

### 2019-2022
| Toernooi                   | 2019                                      | 2020                                           | 2021                                                | 2022                                                       |
| -------------------------- | ----------------------------------------- | ---------------------------------------------- | --------------------------------------------------- | ---------------------------------------------------------- |
| Indian Wells Hardcourt     | Dominic Thiem 3-6, 6-3, 7-5 Roger Federer | Afgelast wegens het coronavirus                | Cameron Norrie 3-6, 6-4, 6-1 Nikoloz Basilasjvili   | Taylor Fritz 6-3, 7-6(5) Rafael Nadal                      |
| Miami Hardcourt            | Roger Federer 6-1, 6-4 John Isner         | Afgelast wegens het coronavirus                | Hubert Hurkacz 7-6(4), 6-4 Jannik Sinner            | Carlos Alcaraz 7-5, 6-4 Casper Ruud                        |
| Monte Carlo Gravel         | Fabio Fognini 6-3, 6-4 Dušan Lajović      | Afgelast wegens het coronavirus                | Stéfanos Tsitsipás 6-3, 6-3 Andrej Roebljov         | Stéfanos Tsitsipás 6-3, 7-6(3) Alejandro Davidovich Fokina |
| Madrid Gravel              | Novak Đoković 6-3, 6-4 Stéfanos Tsitsipás | Afgelast wegens het coronavirus                | Alexander Zverev 6-7(8), 6-4, 6-3 Matteo Berrettini | Carlos Alcaraz 6-3, 6-1 Alexander Zverev                   |
| Rome Gravel                | Rafael Nadal 6-0, 4-6, 6-1 Novak Đoković  | Novak Đoković 7-5, 6-3 Diego Schwartzman       | Rafael Nadal 7-5, 1-6, 6-3 Novak Đoković            | Novak Đoković 6-0, 7-6(5) Stéfanos Tsitsipás               |
| Montreal/Toronto Hardcourt | Rafael Nadal 6-3, 6-0 Daniil Medvedev     | Afgelast wegens het coronavirus                | Daniil Medvedev 6-4, 6-3 Reilly Opelka              | Pablo Carreño Busta 3-6, 6-3, 6-3 Hubert Hurkacz           |
| Cincinnati Hardcourt       | Daniil Medvedev 7-6, 6-4 David Goffin     | Novak Đoković 1-6, 6-3, 6-4 Milos Raonic       | Alexander Zverev 6-2, 6-3 Andrej Roebljov           | Borna Ćorić 7-6(0), 6-2 Stéfanos Tsitsipás                 |
| Shanghai Hardcourt         | Daniil Medvedev 6-4, 6-1 Alexander Zverev | Afgelast wegens het coronavirus                | Afgelast wegens het coronavirus                     | Afgelast wegens het coronavirus                            |
| Parijs Hardcourt (i)       | Novak Đoković 6-3, 6-4 Denis Shapovalov   | Daniil Medvedev 5-7, 6-4, 6-1 Alexander Zverev | Novak Đoković 4-6, 6-3, 6-3 Daniil Medvedev         | Holger Rune 3-6, 6-3, 7-5 Novak Đoković                    |

### 2015-2018
| Toernooi                   | 2015                                      | 2016                                       | 2017                                       | 2018                                              |
| -------------------------- | ----------------------------------------- | ------------------------------------------ | ------------------------------------------ | ------------------------------------------------- |
| Indian Wells Hardcourt     | Novak Đoković 6-3, 6-7, 6-2 Roger Federer | Novak Đoković 6-2, 6-0 Milos Raonic        | Roger Federer 6-4, 7-5 Stan Wawrinka       | Juan Martín del Potro 6-4, 6-7, 7-6 Roger Federer |
| Miami Hardcourt            | Novak Đoković 7-6, 4-6, 6-0 Andy Murray   | Novak Đoković 6-3, 6-3 Kei Nishikori       | Roger Federer 6-3, 6-4 Rafael Nadal        | John Isner 6-7, 6-4, 6-4 Alexander Zverev         |
| Monte Carlo Gravel         | Novak Đoković 7-5, 4-6, 6-3 Tomáš Berdych | Rafael Nadal 7-5, 5-7, 6-0 Gaël Monfils    | Rafael Nadal 6-1, 6-3 Albert Ramos Viñolas | Rafael Nadal 6-3, 6-2 Kei Nishikori               |
| Madrid Gravel              | Andy Murray 6-3, 6-2 Rafael Nadal         | Novak Đoković 6-2, 3-6, 6-3 Andy Murray    | Rafael Nadal 7-6, 6-4 Dominic Thiem        | Alexander Zverev 6-4, 6-4 Dominic Thiem           |
| Rome Gravel                | Novak Đoković 6-4, 6-3 Roger Federer      | Andy Murray 6-3, 6-3 Novak Đoković         | Alexander Zverev 6-4, 6-3 Novak Đoković    | Rafael Nadal 6-1, 1-6, 6-3 Alexander Zverev       |
| Montreal/Toronto Hardcourt | Andy Murray 6-4, 4-6, 6-3 Novak Đoković   | Novak Đoković 6-3, 7-5 Kei Nishikori       | Alexander Zverev 6-3, 6-4 Roger Federer    | Rafael Nadal 6-2, 7-6 Stéfanos Tsitsipás          |
| Cincinnati Hardcourt       | Roger Federer 7-6, 6-3 Novak Đoković      | Marin Čilić 6-4, 7-5 Andy Murray           | Grigor Dimitrov 6-3, 7-5 Nick Kyrgios      | Novak Đoković 6-4, 6-4 Roger Federer              |
| Shanghai Hardcourt         | Novak Đoković 6-2, 6-4 Jo-Wilfried Tsonga | Andy Murray 7-6, 6-1 Roberto Bautista Agut | Roger Federer 6-4, 6-3 Rafael Nadal        | Novak Đoković 6-3, 6-4 Borna Ćorić                |
| Parijs Hardcourt (i)       | Novak Đoković 6-2, 6-4 Andy Murray        | Andy Murray 6-3, 6-7, 6-4 John Isner       | Jack Sock 5-7, 6-4, 6-1 Filip Krajinović   | Karen Chatsjanov 7-5, 6-4 Novak Đoković           |

### 2010-2014
| Toernooi                   | 2010                                    | 2011                                      | 2012                                      | 2013                                              | 2014                                           |
| -------------------------- | --------------------------------------- | ----------------------------------------- | ----------------------------------------- | ------------------------------------------------- | ---------------------------------------------- |
| Indian Wells Hardcourt     | Ivan Ljubičić 7-6, 7-6 Andy Roddick     | Novak Đoković 4-6, 6-3, 6-2 Rafael Nadal  | Roger Federer 7-6, 6-3 John Isner         | Rafael Nadal 4-6, 6-3, 6-4 Juan Martín del Potro  | Novak Đoković 3-6, 6-3, 7-6 Roger Federer      |
| Miami Hardcourt            | Andy Roddick 7-5, 6-4 Tomáš Berdych     | Novak Đoković 4–6, 6-3, 7-6 Rafael Nadal  | Novak Đoković 6-1, 7-6 Andy Murray        | Andy Murray 2-6, 6-4, 7-6 David Ferrer            | Novak Đoković 6-3, 6-3 Rafael Nadal            |
| Monte Carlo Gravel         | Rafael Nadal 6-0, 6-1 Fernando Verdasco | Rafael Nadal 6-4, 7-5 David Ferrer        | Rafael Nadal 6-3, 6-1 Novak Đoković       | Novak Đoković 6-2, 7-6 Rafael Nadal               | Stanislas Wawrinka 4-6, 7-6, 6-2 Roger Federer |
| Madrid Gravel              | Rafael Nadal 6-4, 7-6 Roger Federer     | Novak Đoković 7-5, 6-4 Rafael Nadal       | Roger Federer 3-6, 7-5, 7-5 Tomáš Berdych | Rafael Nadal 6-2, 6-4 Stanislas Wawrinka          | Rafael Nadal 2-6, 6-4, 3-0 Kei Nishikori       |
| Rome Gravel                | Rafael Nadal 7-5, 6-2 David Ferrer      | Novak Đoković 6-4, 6-4 Rafael Nadal       | Rafael Nadal 7-5, 6-3 Novak Đoković       | Rafael Nadal 6-1, 6-3 Roger Federer               | Novak Đoković 4-6, 6-3, 6-3 Rafael Nadal       |
| Montreal/Toronto Hardcourt | Andy Murray 7-5, 7-5 Roger Federer      | Novak Đoković 2-6, 6-3, 6-2 Mardy Fish    | Novak Đoković 6-3, 6-2 Richard Gasquet    | Rafael Nadal 6-2, 6-2 Milos Raonic                | Jo-Wilfried Tsonga 7-5, 7-6 Roger Federer      |
| Cincinnati Hardcourt       | Roger Federer 6-7, 7-6, 6-4 Mardy Fish  | Andy Murray 6-4, 3-0 opgave Novak Đoković | Roger Federer 6-0, 7-6 Novak Đoković      | Rafael Nadal 7-6, 7-6 John Isner                  | Roger Federer 6-3, 1-6, 6-2 David Ferrer       |
| Shanghai Hardcourt         | Andy Murray 6-3, 6-2 Roger Federer      | Andy Murray 7-5, 6-4 David Ferrer         | Novak Đoković 5-7, 7-6, 6-3 Andy Murray   | Novak Đoković 6-1, 3-6, 7-6 Juan Martín del Potro | Roger Federer 7-6, 7-6 Gilles Simon            |
| Parijs Hardcourt (i)       | Robin Söderling 6-1, 7-6 Gaël Monfils   | Roger Federer 6-1, 7-6 Jo-Wilfried Tsonga | David Ferrer 6-4, 6-3 Jerzy Janowicz      | Novak Đoković 7-5, 7-5 David Ferrer               | Novak Đoković 6-2, 6-3 Milos Raonic            |

### 2005-2009
| Toernooi                   | 2005                                                 | 2006                                               | 2007                                         | 2008                                              | 2009                                                  |
| -------------------------- | ---------------------------------------------------- | -------------------------------------------------- | -------------------------------------------- | ------------------------------------------------- | ----------------------------------------------------- |
| Indian Wells Hardcourt     | Roger Federer 6-2, 6-4, 6-4 Lleyton Hewitt           | Roger Federer 7-5, 6-3, 6-0 James Blake            | Rafael Nadal 6-2, 7-5 Novak Đoković          | Novak Đoković 6-2, 5-7, 6-3 Mardy Fish            | Rafael Nadal 6-1, 6-2 Andy Murray                     |
| Miami Hardcourt            | Roger Federer 2-6, 6-7, 7-6, 6-3, 6-1 Rafael Nadal   | Roger Federer 7-6, 7-6, 7-6 Ivan Ljubičić          | Novak Đoković 6-3, 6-2, 6-4 Guillermo Cañas  | Nikolaj Davydenko 6-4, 6-2 Rafael Nadal           | Andy Murray 6-2, 7-5 Novak Đoković                    |
| Monte Carlo Gravel         | Rafael Nadal 6-3, 6-1, 0-6, 7-5 Guillermo Coria      | Rafael Nadal 6-2, 6-7, 6-3, 7-6 Roger Federer      | Rafael Nadal 6-4, 6-4 Roger Federer          | Rafael Nadal 7-5, 7-5 Roger Federer               | Rafael Nadal 6-3, 2-6, 6-1 Novak Đoković              |
| Rome Gravel                | Rafael Nadal 6-4, 3-6, 6-3, 4-6, 7-6 Guillermo Coria | Rafael Nadal 6-7, 7-6, 6-4, 2-6, 7-6 Roger Federer | Rafael Nadal 6-2, 6-2 Fernando González      | Novak Đoković 4-6, 6-3, 6-3 Stanislas Wawrinka    | Rafael Nadal 7-6, 6-2 Novak Đoković                   |
| Madrid Gravel              |                                                      |                                                    |                                              |                                                   | Roger Federer 6-4, 6-4 Rafael Nadal                   |
| Hamburg Gravel             | Roger Federer 6-3, 7-5, 7-6 Richard Gasquet          | Tommy Robredo 6-1, 6-3, 6-3 Radek Štěpánek         | Roger Federer 2-6, 6-2, 6-0 Rafael Nadal     | Rafael Nadal 7-5, 6-7, 6-3 Roger Federer          |                                                       |
| Montreal/Toronto Hardcourt | Rafael Nadal 6-3, 4-6, 6-2 Andre Agassi              | Roger Federer 2-6, 6-3, 6-2 Richard Gasquet        | Novak Đoković 7-6, 2-6, 7-6 Roger Federer    | Rafael Nadal 6-3, 6-2 Nicolas Kiefer              | Andy Murray 6-7(4), 7-6(3), 6-1 Juan Martín del Potro |
| Cincinnati Hardcourt       | Roger Federer 6-3, 7-5 Andy Roddick                  | Andy Roddick 6-3, 6-4 Juan Carlos Ferrero          | Roger Federer 6-1, 6-4 James Blake           | Andy Murray 7-6, 7-6 Novak Đoković                | Roger Federer 6-1, 7-5 Novak Đoković                  |
| Shanghai Hardcourt         |                                                      |                                                    |                                              |                                                   | Nikolaj Davydenko 7-6, 6-3 Rafael Nadal               |
| Madrid Hardcourt           | Rafael Nadal 3-6, 2-6, 6-3, 6-4, 7-6 Ivan Ljubičić   | Roger Federer 7-5, 6-1, 6-0 Fernando González      | David Nalbandian 1-6, 6-3, 6-3 Roger Federer | Andy Murray 6-4, 7-6 Gilles Simon                 |                                                       |
| Parijs Hardcourt (i)       | Tomáš Berdych 6-3, 6-4, 3-6, 4-6, 6-4 Ivan Ljubičić  | Nikolaj Davydenko 6-1, 6-2, 6-2 Dominik Hrbatý     | David Nalbandian 6-4, 6-0 Rafael Nadal       | Jo-Wilfried Tsonga 6-3, 4-6, 6-4 David Nalbandian | Novak Đoković 6-2, 5-7, 7-6 Gaël Monfils              |

### 2000-2004
| Toernooi                                   | 2000                                                   | 2001                                                        | 2002                                          | 2003                                            | 2004                                             |
| ------------------------------------------ | ------------------------------------------------------ | ----------------------------------------------------------- | --------------------------------------------- | ----------------------------------------------- | ------------------------------------------------ |
| Indian Wells Hardcourt                     | Àlex Corretja 6-4, 6-4, 6-3 Thomas Enqvist             | Andre Agassi 7-6, 7-5, 6-1 Pete Sampras                     | Lleyton Hewitt 6-1, 6-2 Tim Henman            | Lleyton Hewitt 6-1, 6-1 Gustavo Kuerten         | Roger Federer 6-3, 6-3 Tim Henman                |
| Miami Hardcourt                            | Pete Sampras 6-1, 6-7, 7-6, 7-6 Gustavo Kuerten        | Andre Agassi 7-6, 6-1, 6-0 Jan-Michael Gambill              | Andre Agassi 6-3, 6-3, 3-6, 6-4 Roger Federer | Andre Agassi 6-3, 6-3 Carlos Moyá               | Andy Roddick 6-7, 6-3, 6-1 Guillermo Coria       |
| Monte Carlo Gravel                         | Cédric Pioline 6-4, 7-6, 7-6 Dominik Hrbatý            | Gustavo Kuerten 6-3, 6-2, 6-4 Hicham Arazi                  | Juan Carlos Ferrero 7-5, 6-3, 6-4 Carlos Moyá | Juan Carlos Ferrero 6-2, 6-2 Guillermo Coria    | Guillermo Coria 6-2, 6-1, 6-3 Rainer Schüttler   |
| Rome Gravel                                | Magnus Norman 6-3, 4-6, 6-4, 6-4 Gustavo Kuerten       | Juan Carlos Ferrero 3-6, 6-1, 2-6, 6-4, 6-2 Gustavo Kuerten | Andre Agassi 6-3, 6-3, 6-0 Tommy Haas         | Félix Mantilla 7-5, 6-2, 7-6 Roger Federer      | Carlos Moyá 6-3, 6-3, 6-1 David Nalbandian       |
| Hamburg Gravel                             | Gustavo Kuerten 6-4, 5-7, 6-4, 5-7, 7-6 Marat Safin    | Albert Portas 4-6, 6-2, 0-6, 7-6, 7-5 Juan Carlos Ferrero   | Roger Federer 6-1, 6-3, 6-4 Marat Safin       | Guillermo Coria 6-3, 6-4, 6-4 Agustín Calleri   | Roger Federer 4-6, 6-4, 6-2, 6-3 Guillermo Coria |
| Montreal/Toronto Hardcourt                 | Marat Safin 6-2, 6-3 Harel Levy                        | Andrei Pavel 7-6, 2-6, 6-3 Patrick Rafter                   | Guillermo Cañas 6-4, 7-5 Andy Roddick         | Andy Roddick 6-1, 6-3 David Nalbandian          | Roger Federer 7-5, 6-3 Andy Roddick              |
| Cincinnati Hardcourt                       | Thomas Enqvist 7-6, 6-4 Tim Henman                     | Gustavo Kuerten 6-1, 6-3 Patrick Rafter                     | Carlos Moyá 7-5, 7-6 Lleyton Hewitt           | Andy Roddick 4-6, 7-6, 7-6 Mardy Fish           | Andre Agassi 6-3, 3-6, 6-2 Lleyton Hewitt        |
| Stuttgart / Madrid (na 2001) Hardcourt (i) | Wayne Ferreira 7-6, 3-6, 6-7, 7-6, 6-2 Lleyton Hewitt  | Tommy Haas 6-2, 6-2, 6-2 Maks Mirni                         | Andre Agassi walk-over Jiří Novák             | Juan Carlos Ferrero 6-3, 6-4, 6-3 Nicolás Massú | Marat Safin 6-2, 6-4, 6-3 David Nalbandian       |
| Parijs Hardcourt (i)                       | Marat Safin 3-6, 7-6, 6-4, 3-6, 7-6 Mark Philippoussis | Sébastien Grosjean 7-6, 6-1, 6-7, 6-4 Jevgeni Kafelnikov    | Marat Safin 7-6, 6-0, 6-4 Lleyton Hewitt      | Tim Henman 6-2, 7-6, 7-6 Andrei Pavel           | Marat Safin 6-3, 7-6, 6-3 Radek Štěpánek         |

### 1995-1999
| Toernooi                                  | 1995                                                | 1996                                               | 1997                                             | 1998                                              | 1999                                                   |
| ----------------------------------------- | --------------------------------------------------- | -------------------------------------------------- | ------------------------------------------------ | ------------------------------------------------- | ------------------------------------------------------ |
| Indian Wells Hardcourt                    | Pete Sampras 7-5, 6-3, 7-5 Andre Agassi             | Michael Chang 7-5, 6-1, 6-1 Paul Haarhuis          | Michael Chang 4-6, 6-3, 6-4, 6-3 Bohdan Ulihrach | Marcelo Ríos 6-3, 6-7, 7-6, 6-4 Greg Rusedski     | Mark Philippoussis 5-7, 6-4, 6-4, 4-6, 6-2 Carlos Moyá |
| Miami Hardcourt                           | Andre Agassi 3-6, 6-2, 7-6 Pete Sampras             | Andre Agassi 3-0 Goran Ivanišević                  | Thomas Muster 7-6, 6-3, 6-1 Sergi Bruguera       | Marcelo Ríos 7-5, 6-3, 6-4 Andre Agassi           | Richard Krajicek 4-6, 6-1, 6-2, 7-5 Sébastien Grosjean |
| Monte Carlo Gravel                        | Thomas Muster 4-6, 5-7, 6-1, 7-6, 6-0 Boris Becker  | Thomas Muster 6-3, 5-7, 4-6, 6-3, 6-2 Albert Costa | Marcelo Ríos 6-4, 6-3, 6-3 Àlex Corretja         | Carlos Moyá 6-3, 6-0, 7-5 Cédric Pioline          | Gustavo Kuerten 6-4, 2-1 Marcelo Ríos                  |
| Hamburg Gravel                            | Andrej Medvedev 6-3, 6-2, 6-1 Goran Ivanišević      | Roberto Carretero 2-6, 6-4, 6-4, 6-4 Àlex Corretja | Andrej Medvedev 6-0, 6-4, 6-2 Félix Mantilla     | Albert Costa 6-2, 6-0, 1-0 Àlex Corretja          | Marcelo Ríos 6-7, 7-5, 5-7, 7-6, 6-2 Mariano Zabaleta  |
| Rome Gravel                               | Thomas Muster 3-6, 7-6, 6-2, 6-3 Sergi Bruguera     | Thomas Muster 6-2, 6-4, 3-6, 6-3 Richard Krajicek  | Àlex Corretja 7-5, 7-5, 6-3 Marcelo Ríos         | Marcelo Ríos walk-over Albert Costa               | Gustavo Kuerten 6-4, 7-5, 7-6 Patrick Rafter           |
| Montreal/Toronto Hardcourt                | Andre Agassi 3-6, 6-2, 6-3 Pete Sampras             | Wayne Ferreira 6-2, 6-4 Todd Woodbridge            | Chris Woodruff 7-5, 4-6, 6-3 Gustavo Kuerten     | Patrick Rafter 7-6, 6-4 Richard Krajicek          | Thomas Johansson 1-6, 6-3, 6-3 Jevgeni Kafelnikov      |
| Cincinnati Hardcourt                      | Andre Agassi 7-5, 6-2 Michael Chang                 | Andre Agassi 7-6, 6-4 Michael Chang                | Pete Sampras 6-3, 6-4 Thomas Muster              | Patrick Rafter 1-6, 7-6, 6-4 Pete Sampras         | Pete Sampras 7-6, 6-3 Patrick Rafter                   |
| Essen / Stuttgart (na 1995) Hardcourt (i) | Thomas Muster 7-6, 2-6, 6-3, 6-4 MaliVai Washington | Boris Becker 3-6, 6-3, 3-6, 6-3, 6-4 Pete Sampras  | Petr Korda 7-6, 6-2, 6-4 Richard Krajicek        | Richard Krajicek 6-4, 6-3, 6-3 Jevgeni Kafelnikov | Thomas Enqvist 6-1, 6-4, 5-7, 7-5 Richard Krajicek     |
| Parijs Hardcourt (i)                      | Pete Sampras 7-6, 6-4, 6-4 Boris Becker             | Thomas Enqvist 6-2, 6-4, 7-5 Jevgeni Kafelnikov    | Pete Sampras 6-3, 4-6, 6-3, 6-1 Jonas Björkman   | Greg Rusedski 6-4, 7-6, 6-3 Pete Sampras          | Andre Agassi 7-6, 6-2, 4-6, 6-4 Marat Safin            |

### 1990-1994
| Toernooi                   | 1990                                          | 1991                                                    | 1992                                           | 1993                                               | 1994                                                  |
| -------------------------- | --------------------------------------------- | ------------------------------------------------------- | ---------------------------------------------- | -------------------------------------------------- | ----------------------------------------------------- |
| Indian Wells Hardcourt     | Stefan Edberg 6-4, 5-7, 7-6, 7-6 Andre Agassi | Jim Courier 4-6, 6-3, 4-6, 6-3, 7-6 Guy Forget          | Michael Chang 6-3, 6-4, 7-5 Andrej Tsjesnokov  | Jim Courier 6-3, 6-3, 6-1 Wayne Ferreira           | Pete Sampras 4-6, 6-3, 3-6, 6-3, 6-2 Petr Korda       |
| Miami Hardcourt            | Andre Agassi 6-1, 6-4, 0-6, 6-2 Stefan Edberg | Jim Courier 4-6, 6-3, 6-4 David Wheaton                 | Michael Chang 7-5, 7-5 Alberto Mancini         | Pete Sampras 6-3, 6-2 MaliVai Washington           | Pete Sampras 5-7, 6-3, 6-3 Andre Agassi               |
| Monte Carlo Gravel         | Andrej Tsjesnokov 7-5, 6-3, 6-3 Thomas Muster | Sergi Bruguera 5-7, 6-4, 7-6, 7-6 Boris Becker          | Thomas Muster 6-3, 6-1, 6-3 Aaron Krickstein   | Sergi Bruguera 7-6, 6-0 Cédric Pioline             | Andrej Medvedev 7-5, 6-1, 6-3 Sergi Bruguera          |
| Hamburg Gravel             | Juan Aguilera 6-1, 6-0, 7-6 Boris Becker      | Karel Nováček 6-3, 6-3, 5-7, 0-6, 6-1 Magnus Gustafsson | Stefan Edberg 5-7, 6-4, 6-1 Michael Stich      | Michael Stich 6-3, 6-7, 7-6, 6-4 Andrej Tsjesnokov | Andrej Medvedev 6-4, 6-4, 3-6, 6-3 Jevgeni Kafelnikov |
| Rome Gravel                | Thomas Muster 6-1, 6-3, 6-1 Andrej Tsjesnokov | Emilio Sánchez 6-3, 6-1, 3-0 Alberto Mancini            | Jim Courier 7-6, 6-0, 6-4 Carlos Costa         | Jim Courier 6-1, 6-2, 6-2 Goran Ivanišević         | Pete Sampras 6-1, 6-2, 6-2 Boris Becker               |
| Montreal/Toronto Hardcourt | Michael Chang 4-6, 6-3, 7-6 Jay Berger        | Andrej Tsjesnokov 3-6, 6-4, 6-3 Petr Korda              | Andre Agassi 3-6, 6-2, 6-0 Ivan Lendl          | Mikael Pernfors 2-6, 6-2, 7-5 Todd Martin          | Andre Agassi 6-4, 6-4 Jason Stoltenberg               |
| Cincinnati Hardcourt       | Stefan Edberg 6-1, 6-1 Brad Gilbert           | Guy Forget 2-6, 7-6, 6-4 Pete Sampras                   | Pete Sampras 6-3, 3-6, 6-3 Ivan Lendl          | Michael Chang 7-5, 0-6, 6-4 Stefan Edberg          | Michael Chang 6-2, 7-5 Stefan Edberg                  |
| Stockholm Hardcourt        | Boris Becker 6-4, 6-0, 6-3 Stefan Edberg      | Boris Becker 3-6, 6-4, 1-6, 6-2, 6-2 Stefan Edberg      | Goran Ivanišević 7-6, 4-6, 7-6, 6-2 Guy Forget | Michael Stich 4-6, 7-6, 7-6, 6-2 Goran Ivanišević  | Boris Becker 4-6, 6-4, 6-3, 7-6 Goran Ivanišević      |
| Parijs Hardcourt (i)       | Stefan Edberg 3-3, opgave Boris Becker        | Guy Forget 7-6, 4-6, 5-7, 6-4, 6-4 Pete Sampras         | Boris Becker 7-6, 6-3, 3-6, 6-3 Guy Forget     | Goran Ivanišević 6-4, 6-2, 7-6 Andrej Medvedev     | Andre Agassi 6-3, 6-3, 4-6, 7-5 Marc Rosset           |

## Meeste titels

### Titels per speler
Hieronder staat een rangschikking van tennisspelers en hun behaalde ATP 1000 Masters Series titels, vanaf 1990 tot heden.
- De spelers in vet zijn nog steeds actief als 1000 Master Series
- De toernooien in cursief zijn vervallen als 1000 Master Series
- Beperkt tot spelers met minstens drie titels

|     | Speler              | Totaal | Indian Wells | Miami | Monte Carlo | Rome | Hamburg | Madrid | Montreal/ Toronto | Cincinnati | Stockholm | Essen | Stuttgart | Shanghai | Parijs |
| --- | ------------------- | ------ | ------------ | ----- | ----------- | ---- | ------- | ------ | ----------------- | ---------- | --------- | ----- | --------- | -------- | ------ |
| 1.  | Novak Đoković       | 40     | 5            | 6     | 2           | 6    | –       | 3      | 4                 | 3          | –         | –     | –         | 4        | 7      |
| 2.  | Rafael Nadal        | 36     | 3            | –     | 11          | 10   | 1       | 5      | 5                 | 1          | –         | –     | –         | –        | –      |
| 3.  | Roger Federer       | 28     | 5            | 4     | –           | –    | 4       | 3      | 2                 | 7          | –         | –     | –         | 2        | 1      |
| 4.  | Andre Agassi        | 17     | 1            | 6     | –           | 1    | –       | 1      | 3                 | 3          | –         | –     | –         | –        | 2      |
| 5.  | Andy Murray         | 14     | –            | 2     | –           | 1    | –       | 2      | 3                 | 2          | –         | –     | –         | 3        | 1      |
| 6.  | Pete Sampras        | 11     | 2            | 3     | –           | 1    | –       | –      | –                 | 3          | –         | –     | –         | –        | 2      |
| 7.  | Thomas Muster       | 8      | –            | 1     | 3           | 3    | –       | –      | –                 | –          | –         | 1     | –         | –        | –      |
| 8.  | Michael Chang       | 7      | 3            | 1     | –           | –    | –       | –      | 1                 | 2          | –         | –     | –         | –        | –      |
| 8.  | Alexander Zverev    | 7      | –            | –     | –           | 2    | –       | 2      | 1                 | 1          | –         | –     | –         | –        | 1      |
| 10. | / Daniil Medvedev   | 6      | –            | 1     | –           | 1    | –       | –      | 1                 | 1          | –         | –     | –         | 1        | 1      |
| 10. | Carlos Alcaraz      | 6      | 2            | 1     | 1           | -    | –       | 2      | –                 | -          | –         | –     | –         | –        | –      |
| 12. | Boris Becker        | 5      | –            | –     | –           | –    | –       | –      | –                 | –          | 3         | –     | 1         | –        | 1      |
| 12. | Jim Courier         | 5      | 2            | 1     | –           | 2    | –       | –      | –                 | –          | –         | –     | –         | –        | –      |
| 12. | Gustavo Kuerten     | 5      | –            | –     | 2           | 1    | 1       | –      | –                 | 1          | –         | –     | –         | –        | –      |
| 12. | Marcelo Ríos        | 5      | 1            | 1     | 1           | 1    | 1       | –      | –                 | –          | –         | –     | –         | –        | –      |
| 12. | Marat Safin         | 5      | –            | –     | –           | –    | –       | 1      | 1                 | –          | –         | –     | –         | –        | 3      |
| 12. | Andy Roddick        | 5      | –            | 2     | –           | –    | –       | –      | 1                 | 2          | –         | –     | –         | –        | –      |
| 17. | Stefan Edberg       | 4      | 1            | –     | –           | –    | 1       | –      | –                 | 1          | –         | –     | –         | –        | 1      |
| 17. | Juan Carlos Ferrero | 4      | –            | –     | 2           | 1    | –       | 1      | –                 | –          | –         | –     | –         | –        | –      |
| 17. | Andrej Medvedev     | 4      | –            | –     | 1           | –    | 3       | –      | –                 | –          | –         | –     | –         | –        | –      |
| 17. | Jannik Sinner       | 4      | –            | 1     | -           | -    | –       | -      | 1                 | 1          | -         | –     | –         | 1        | –      |
| 23. | Nikolaj Davydenko   | 3      | –            | 1     | –           | –    | –       | –      | –                 | –          | –         | –     | –         | 1        | 1      |
| 23. | Thomas Enqvist      | 3      | –            | –     | –           | –    | –       | –      | –                 | 1          | –         | –     | 1         | –        | 1      |
| 23. | Carlos Moyá         | 3      | –            | –     | 1           | 1    | –       | –      | –                 | 1          | –         | –     | –         | –        | –      |
| 23. | Stéfanos Tsitsipás  | 3      | –            | –     | 3           | -    | –       | –      | –                 | 1          | –         | –     | –         | –        | –      |

Bijgewerkt t/m Monte Carlo 2025

### Titels per land
|     | Land                | Totaal | Indian Wells | Miami | Monte Carlo | Rome | Hamburg | Madrid | Montreal/ Toronto | Cincinnati | Stockholm | Essen | Stuttgart | Shanghai | Parijs |
| --- | ------------------- | ------ | ------------ | ----- | ----------- | ---- | ------- | ------ | ----------------- | ---------- | --------- | ----- | --------- | -------- | ------ |
| 1.  | Spanje              | 63     | 6            | 1     | 17          | 15   | 6       | 8      | 6                 | 2          | –         | –     | –         | –        | 1      |
| 2.  | Verenigde Staten    | 50     | 9            | 15    | –           | 4    | –       | 1      | 6                 | 10         | –         | –     | –         | –        | 5      |
| 3.  | Servië              | 40     | 5            | 6     | 2           | 6    | –       | 3      | 4                 | 3          | –         | –     | –         | 4        | 7      |
| 4.  | Zwitserland         | 29     | 5            | 4     | 1           | –    | 4       | 3      | 2                 | 7          | –         | –     | –         | 2        | 1      |
| 5.  | / Rusland*          | 19     | –            | 2     | 2           | 1    | -       | 2      | 3                 | 1          | 1         | –     | –         | 1        | 6      |
| 6.  | Verenigd Koninkrijk | 18     | 2            | 2     | –           | 1    | –       | 2      | 3                 | 2          | –         | –     | –         | 3        | 3      |
| 7.  | Duitsland           | 14     | –            | –     | –           | 2    | 1       | 2      | 1                 | –          | 4         | –     | 2         | –        | 2      |
| 8.  | Zweden              | 11     | 1            | –     | –           | 1    | 1       | –      | 2                 | 2          | –         | –     | 1         | –        | 3      |
| 9.  | Oostenrijk          | 9      | 1            | 1     | 3           | 3    | –       | –      | –                 | –          | –         | 1     | –         | –        | –      |
| 10. | Frankrijk           | 6      | –            | –     | 1           | –    | –       | –      | 1                 | 1          | –         | –     | –         | –        | 3      |
| 10. | Argentinië          | 6      | 1            | –     | 1           | –    | 1       | 1      | 1                 | –          | –         | –     | –         | –        | 1      |
| 10. | Australië           | 6      | 3            | –     | –           | –    | –       | –      | 2                 | 1          | –         | –     | –         | –        | –      |
| 13. | Brazilië            | 5      | –            | –     | 2           | 1    | 1       | –      | –                 | 1          | –         | –     | –         | –        | –      |
| 13. | Chili               | 5      | 1            | 1     | 1           | 1    | 1       | –      | –                 | –          | –         | –     | –         | –        | –      |
| 13. | Italië              | 5      | –            | 1     | 1           | –    | –       | -      | 1                 | 1          | –         | –     | –         | 1        | –      |
| 16. | Kroatië             | 4      | 1            | –     | –           | –    | –       | –      | –                 | 1          | 1         | –     | –         | –        | 1      |
| 16. | Oekraïne            | 4      | –            | –     | 1           | –    | 3       | –      | –                 | –          | –         | –     | –         | –        | –      |
| 18. | Griekenland         | 3      | –            | –     | 3           | –    | –       | –      | –                 | –          | –         | –     | –         | –        | –      |
| 18. | Tsjechië            | 3      | –            | 1     | –           | –    | –       | –      | –                 | –          | –         | –     | 1         | –        | 1      |
| 20. | Nederland           | 2      | –            | 1     | –           | –    | –       | –      | –                 | –          | –         | –     | 1         | –        | –      |
| 20. | Zuid-Afrika         | 2      | –            | –     | –           | –    | –       | –      | 1                 | –          | –         | –     | 1         | –        | –      |
| 20. | Polen               | 2      | –            | 1     | –           | –    | –       | –      | –                 | –          | –         | –     | –         | 2        | –      |
| 23. | Denemarken          | 1      | –            | –     | –           | –    | -       | –      | –                 | –          | –         | –     | –         | –        | 1      |
| 23. | Bulgarije           | 1      | –            | –     | –           | –    | –       | –      | –                 | 1          | –         | –     | –         | –        | –      |
| 23. | Roemenië            | 1      | –            | –     | –           | –    | –       | –      | 1                 | –          | –         | –     | –         | –        | –      |
| 23. | Tsjecho-Slowakije   | 1      | –            | –     | –           | –    | 1       | –      | –                 | –          | –         | –     | –         | –        | –      |

*Inclusief  Sovjet-Unie.

Bijgewerkt t/m Monte Carlo 2025

## Puntenverdeling
In deze tabel staat de puntenverdeling van alle ATP 1000 toernooien.
| Evenement  | W    | F   | HF  | KF  | Ronde 16 | Ronde 32 | Ronde 64 | Ronde 128 | Q  | Q2 | Q1 |
| Enkelspel  | 1000 | 650 | 400 | 200 | 100      | 45       | 25*      | 10        | 16 | 8  | 0  |
| Dubbelspel | 1000 | 600 | 360 | 180 | 90       | 0        | -        | -         | -  | -  | -  |

## Format finale
Tot en met 2006 werden de finales van de meeste Master Series toernooien gespeeld over best of five. De finales van de Master toernooien van Cincinnati en Toronto/Montreal zijn altijd beslist over best of three. Vanaf 2007 worden alle finales gespeeld over best of three. Alleen het master toernooi van Miami heeft de finale in 2007 nog één keer over best of five gespeeld. De reden voor het wijzigen van het format was de overbelasting voor spelers. De finales van het ATP-toernooi van Rome in 2005 en 2006, die beide over vijf sets gingen, hebben de roep om een korter format in gang gezet. De finale van 2006 was een slijtageslag van 5 uur tussen Rafael Nadal en Roger Federer.
| Toernooi                     | 1990          | 1991          | 1992          | 1993          | 1994          | 1995          | 1996          | 1997          | 1998          | 1999          | 2000          | 2001          | 2002          | 2003          | 2004          | 2005          | 2006          | 2007          | 2008 - heden  |
| ---------------------------- | ------------- | ------------- | ------------- | ------------- | ------------- | ------------- | ------------- | ------------- | ------------- | ------------- | ------------- | ------------- | ------------- | ------------- | ------------- | ------------- | ------------- | ------------- | ------------- |
| Indian Wells Hardcourt       | Best of five  | Best of five  | Best of five  | Best of five  | Best of five  | Best of five  | Best of five  | Best of five  | Best of five  | Best of five  | Best of five  | Best of five  | Best of three | Best of three | Best of three | Best of five  | Best of five  | Best of three | Best of three |
| Miami Hardcourt              | Best of five  | Best of three | Best of five  | Best of three | Best of three | Best of three | Best of three | Best of five  | Best of five  | Best of five  | Best of five  | Best of five  | Best of five  | Best of three | Best of five  | Best of five  | Best of five  | Best of five  | Best of three |
| Monte Carlo Gravel           | Best of five  | Best of five  | Best of five  | Best of three | Best of five  | Best of five  | Best of five  | Best of five  | Best of five  | Best of five  | Best of five  | Best of five  | Best of five  | Best of three | Best of five  | Best of five  | Best of five  | Best of three | Best of three |
| Hamburg Madrid Gravel        | Best of five  | Best of five  | Best of three | Best of five  | Best of five  | Best of five  | Best of five  | Best of five  | Best of five  | Best of five  | Best of five  | Best of five  | Best of five  | Best of five  | Best of five  | Best of five  | Best of five  | Best of three | Best of three |
| Rome Gravel                  | Best of five  | Best of five  | Best of five  | Best of five  | Best of five  | Best of five  | Best of five  | Best of five  | Best of five  | Best of five  | Best of five  | Best of five  | Best of five  | Best of five  | Best of five  | Best of five  | Best of five  | Best of three | Best of three |
| Montreal/Toronto Hardcourt   | Best of three | Best of three | Best of three | Best of three | Best of three | Best of three | Best of three | Best of three | Best of three | Best of three | Best of three | Best of three | Best of three | Best of three | Best of three | Best of three | Best of three | Best of three | Best of three |
| Cincinnati Hardcourt         | Best of three | Best of three | Best of three | Best of three | Best of three | Best of three | Best of three | Best of three | Best of three | Best of three | Best of three | Best of three | Best of three | Best of three | Best of three | Best of three | Best of three | Best of three | Best of three |
| Stockholm Shanghai Hardcourt | Best of five  | Best of five  | Best of five  | Best of five  | Best of five  | Best of five  | Best of five  | Best of five  | Best of five  | Best of five  | Best of five  | Best of five  | Best of five  | Best of five  | Best of five  | Best of five  | Best of five  | Best of three | Best of three |
| Parijs Hardcourt             | Best of five  | Best of five  | Best of five  | Best of five  | Best of five  | Best of five  | Best of five  | Best of five  | Best of five  | Best of five  | Best of five  | Best of five  | Best of five  | Best of five  | Best of five  | Best of five  | Best of five  | Best of three | Best of three |